# Nabarlek
Nabarlek (wörtlich: Zwergsteinkänguru) ist eine australische Musikgruppe aus Manmoyi, einer kleinen Gemeinde in Arnhemland, ca. 215 Kilometer von Gunbalanya (Oenpelli) entfernt.

## Geschichte
Die Band formierte sich Mitte der 1980er Jahre als Gesangs- und Tanzgruppe mit der Begleitung von gerissenen Gitarren und Trommeln aus Mehldosen.
Sie traten zusammen mit dem Darwin-Symphony-Orchestra auf sowie mit Yothu Yindi, waren Vorgruppe von Midnight Oil und begleiteten Silverchair and Powderfinger auf ihrer Across the Great Divide Australientournee. Sie spielten auf zahlreichen Musikfestivals, darunter mehreren Darwin-Festivals, dem Adelaide- und dem Womadelaide-Festival 2000, dem Port-Fairy- und dem Brunswick-Music-Festival 2001. Sie spielten für sechs Wochen auf der Weltausstellung Expo 2000 in Hannover.
Ihr Album Bininj Manborlh wurde nominiert für den ARIA-Musikpreis 2002 für das beste Weltmusikalbum. Darüber hinaus wurden sie nominiert für den Deadlys-Award in den Jahren 2001, 2002 and 2007.
Sie sind Gegenstand der DVD From outstation to out there. Nabarlek a music industry case study von Gillian Harrison.

## Stil
Die Mitglieder gehören zum Volk der Bininj (Indigene Bevölkerung Westarnhemlands) und singen in ihrer Muttersprache und auf Englisch. Sie sehen es als ihr Ziel an, zwischen den Kulturen zu vermitteln (to reach across the cultures). Ihre Lieder sind traditionelles Liedgut der Kunwinjku-im West-Arnhemland, versetzt mit Rock- und Reggae-Arrangements. Sie bezeichnen sich selbst als „die Garagen-Band, die nie eine Garage hatte“.

## Diskografie
Alben
- Munwurrk (1998)
- Bininj Manborlh (2001)
- Nabarlek Live (2003)
- Manmoyi Radio (2007)

DVDs
- Nabarlek on tour (2005)